# Entosthodon hungaricus
Entosthodon hungaricus är en bladmossart som beskrevs av Leopold Loeske 1929. Entosthodon hungaricus ingår i släktet koppmossor, och familjen Funariaceae. Inga underarter finns listade i Catalogue of Life.